# Óbidos (Portugalia)
Óbidos este un oraș din districtul Leiria, Portugalia.

## Galerie de imagini

Óbidos
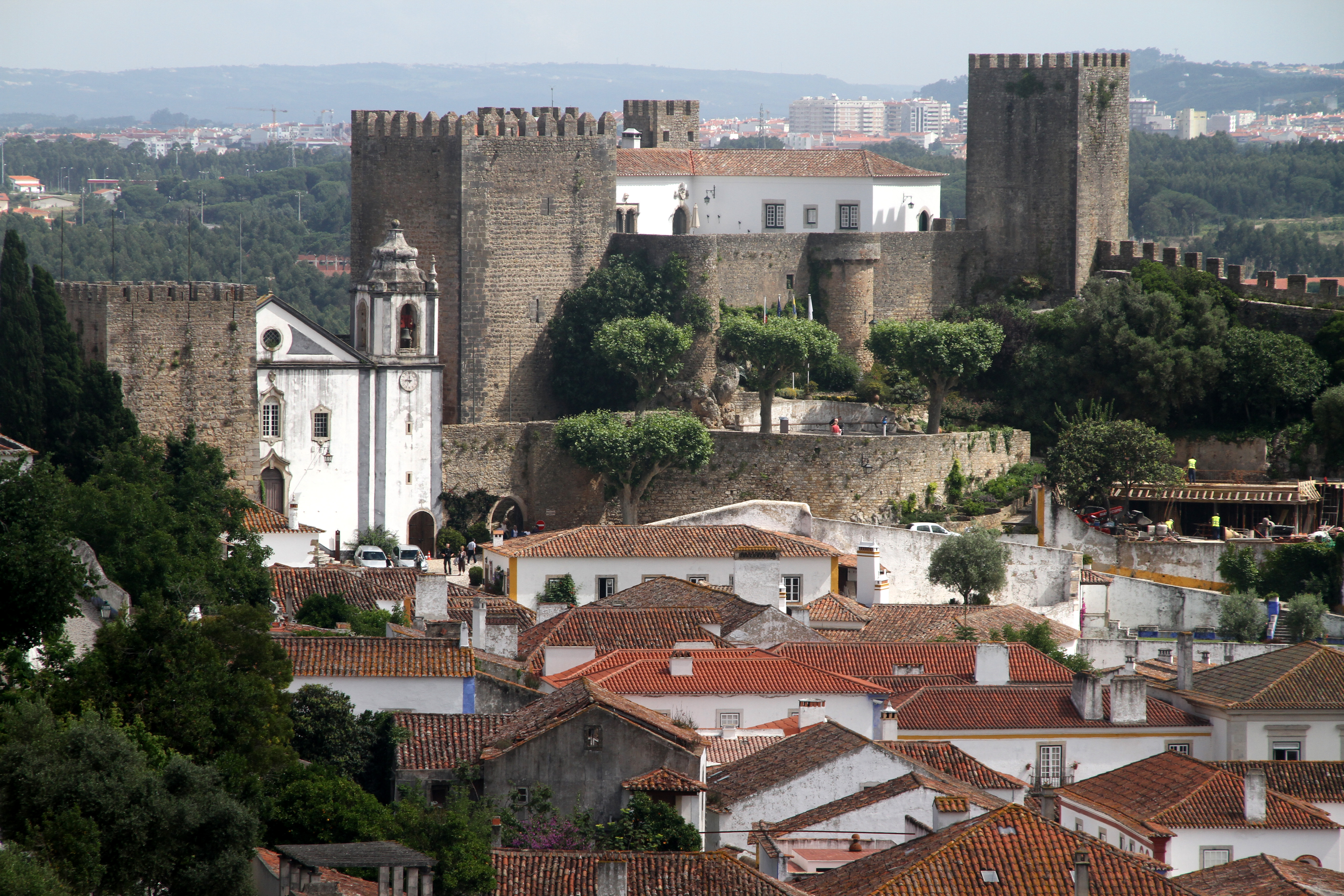
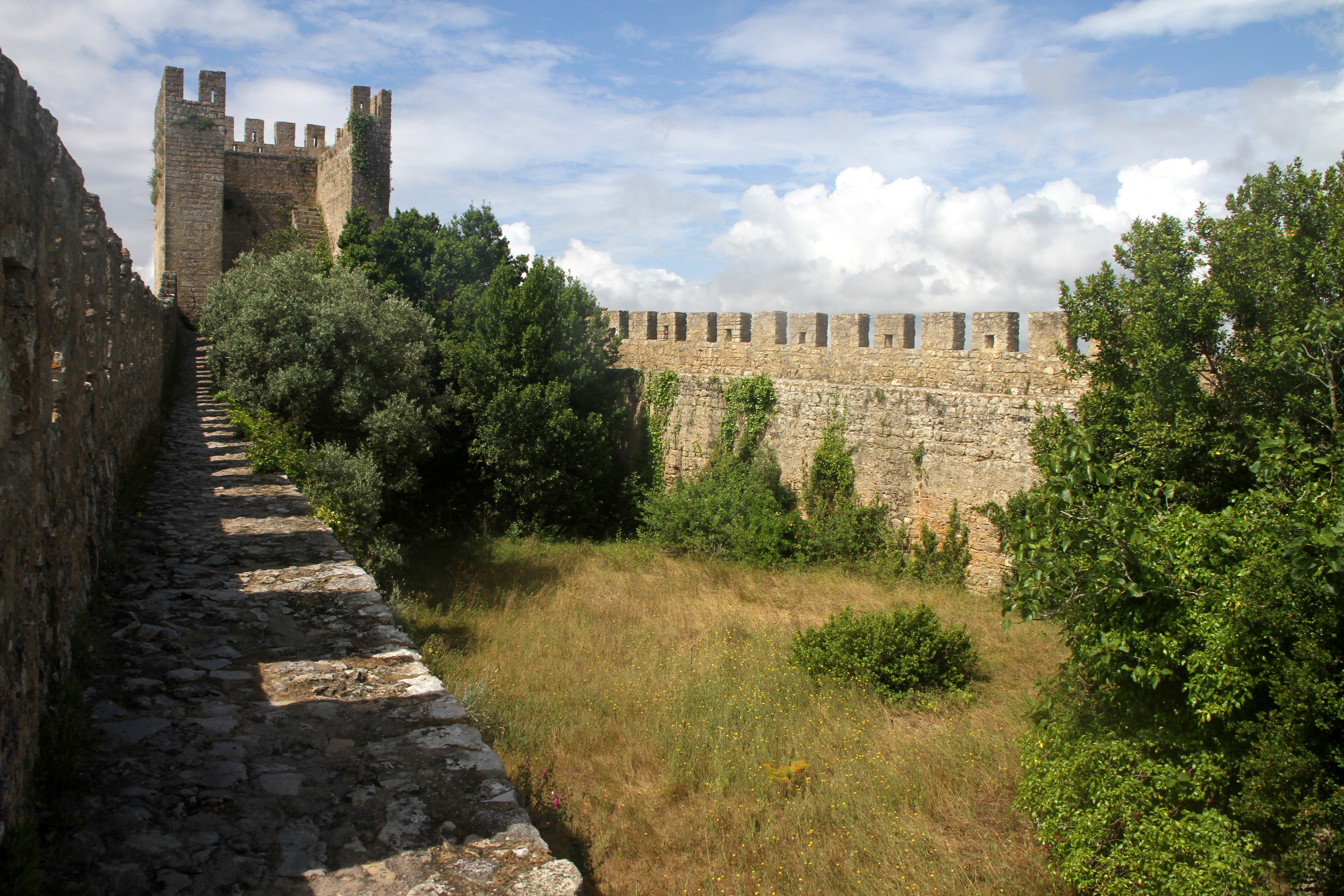
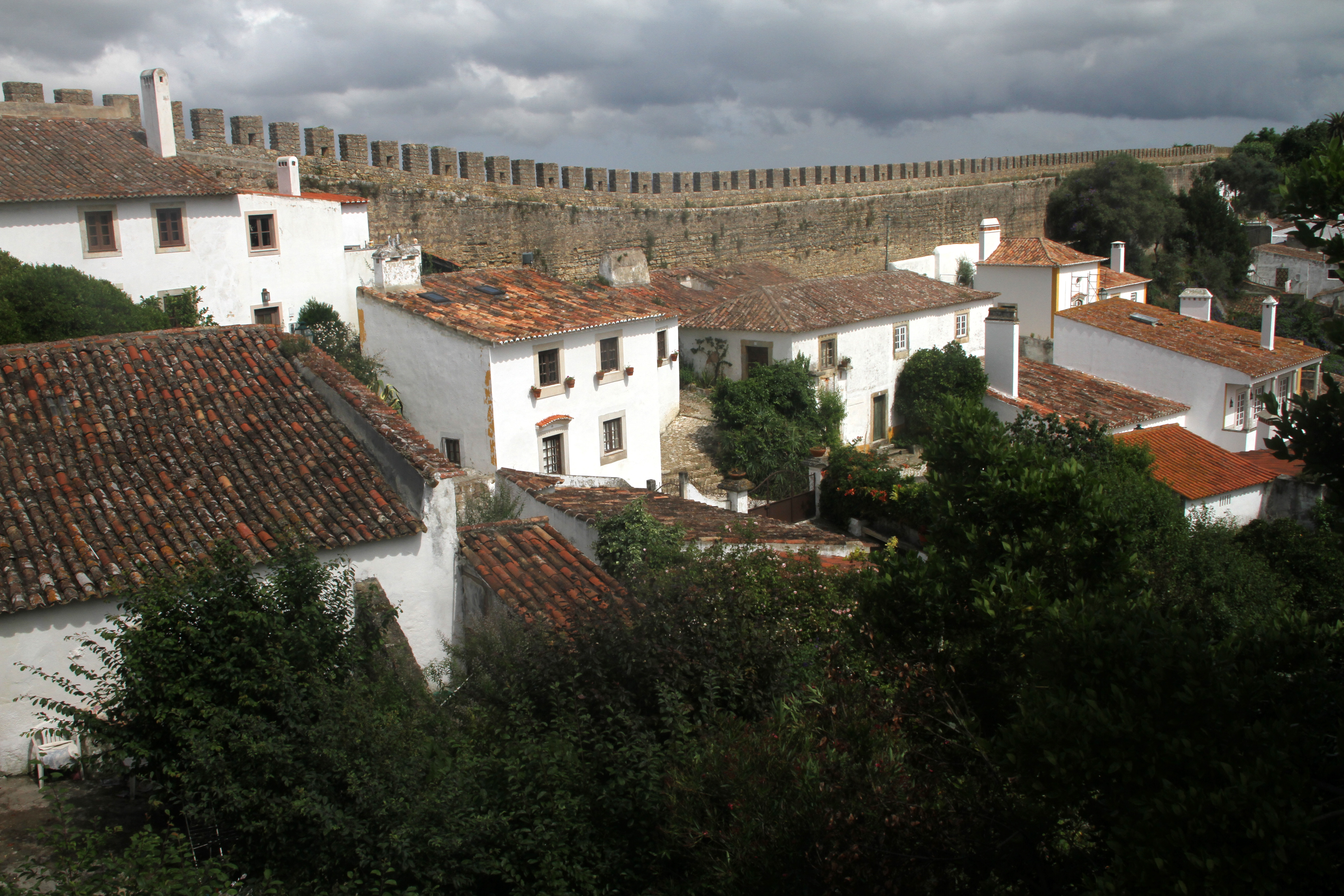
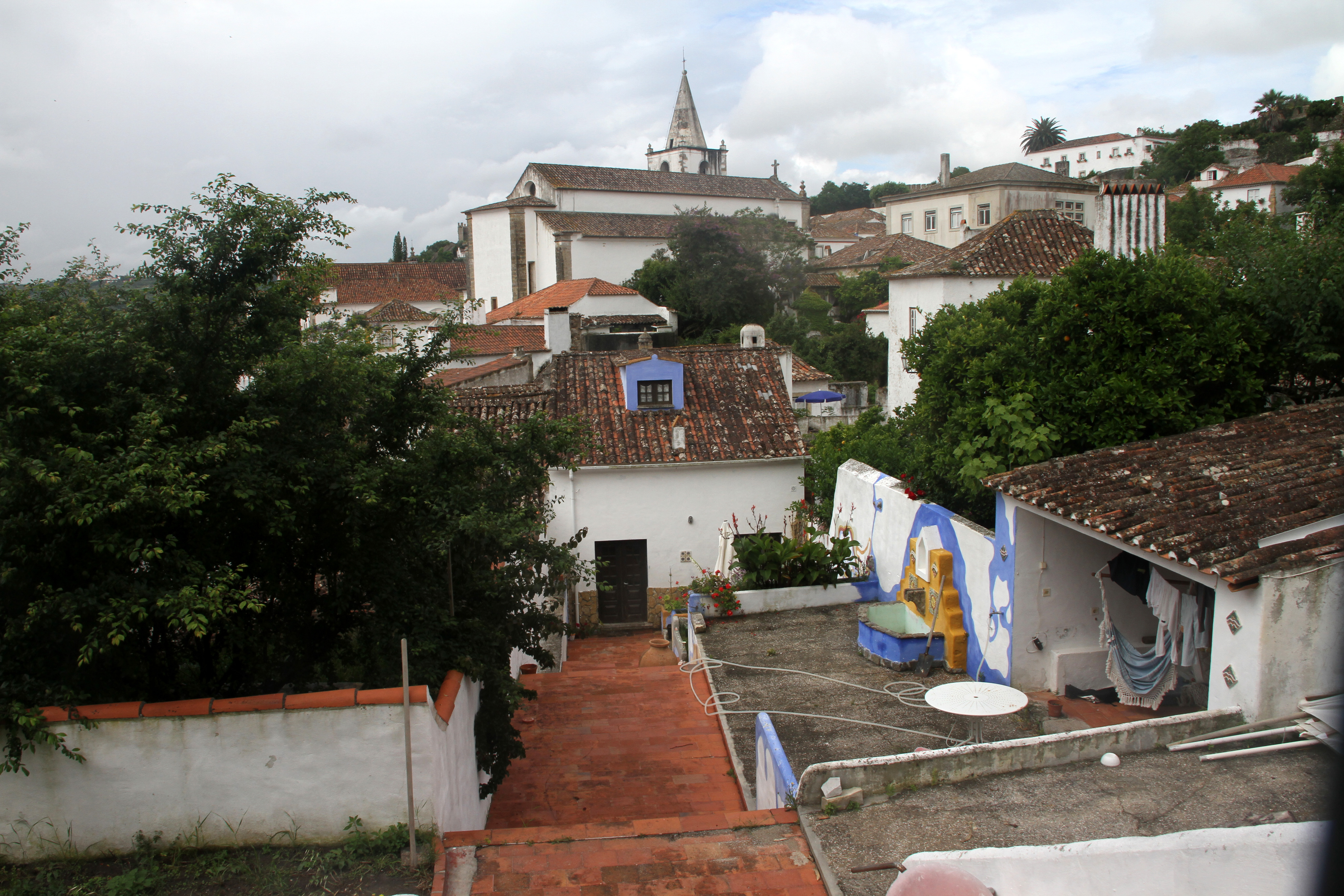
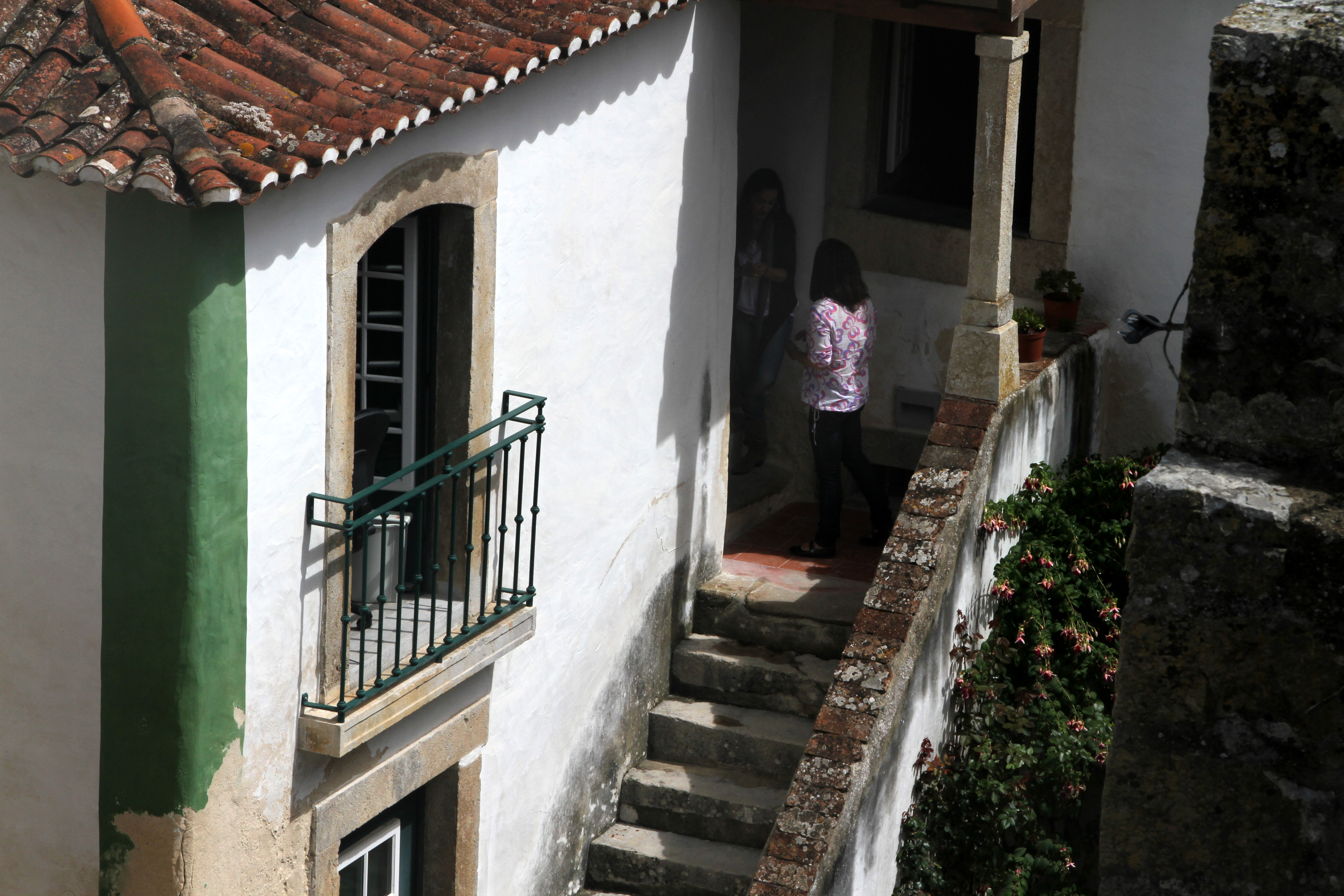
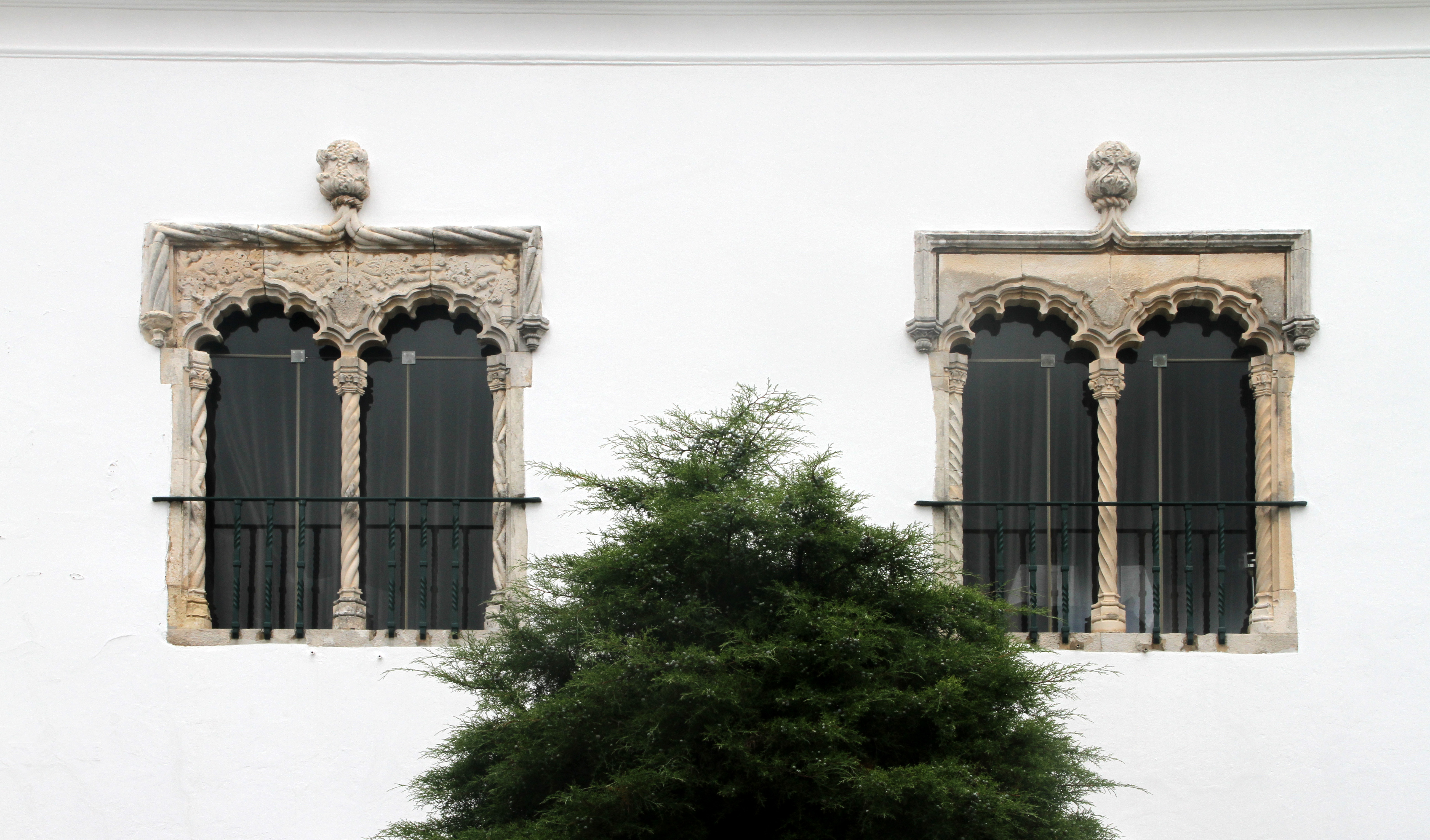
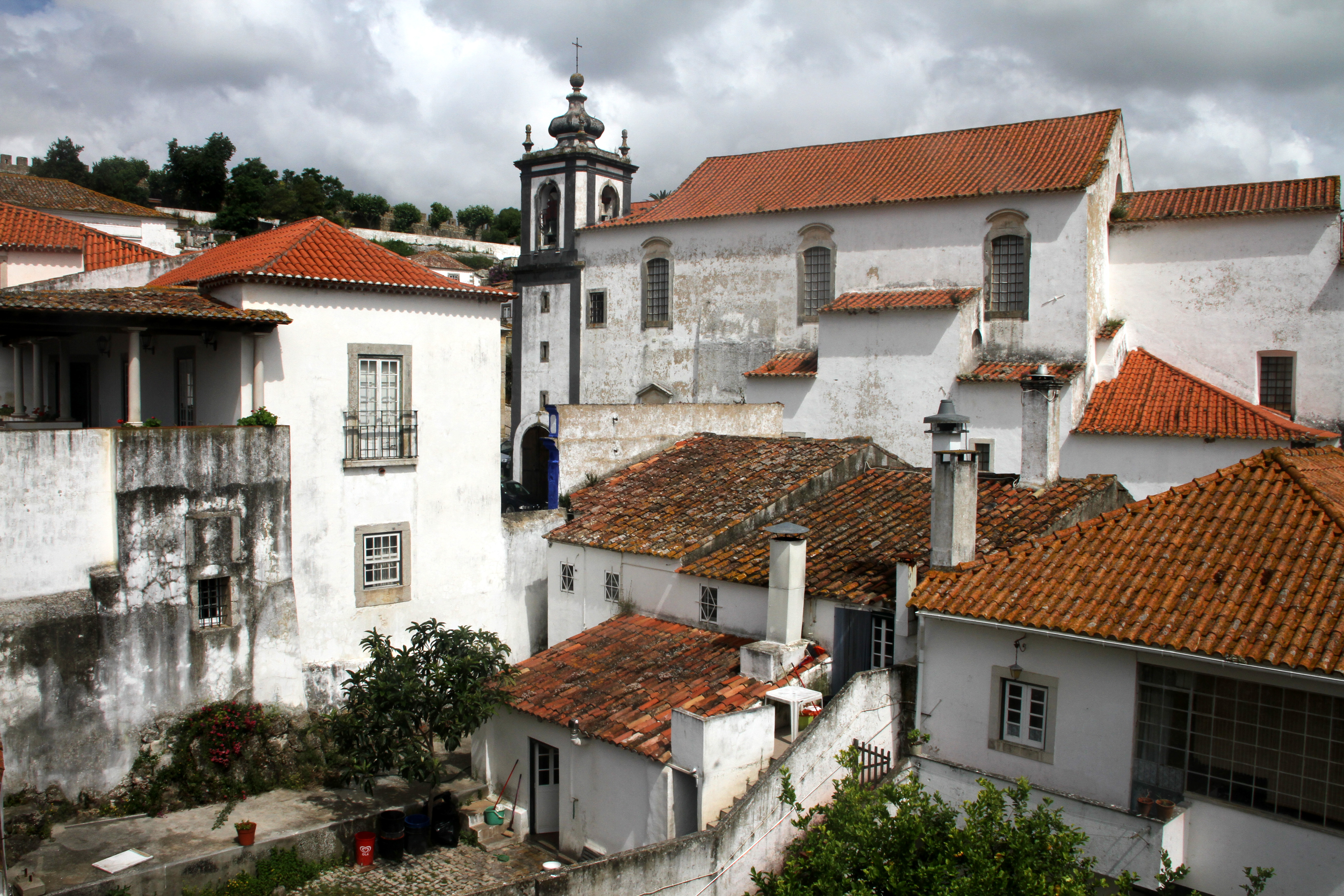
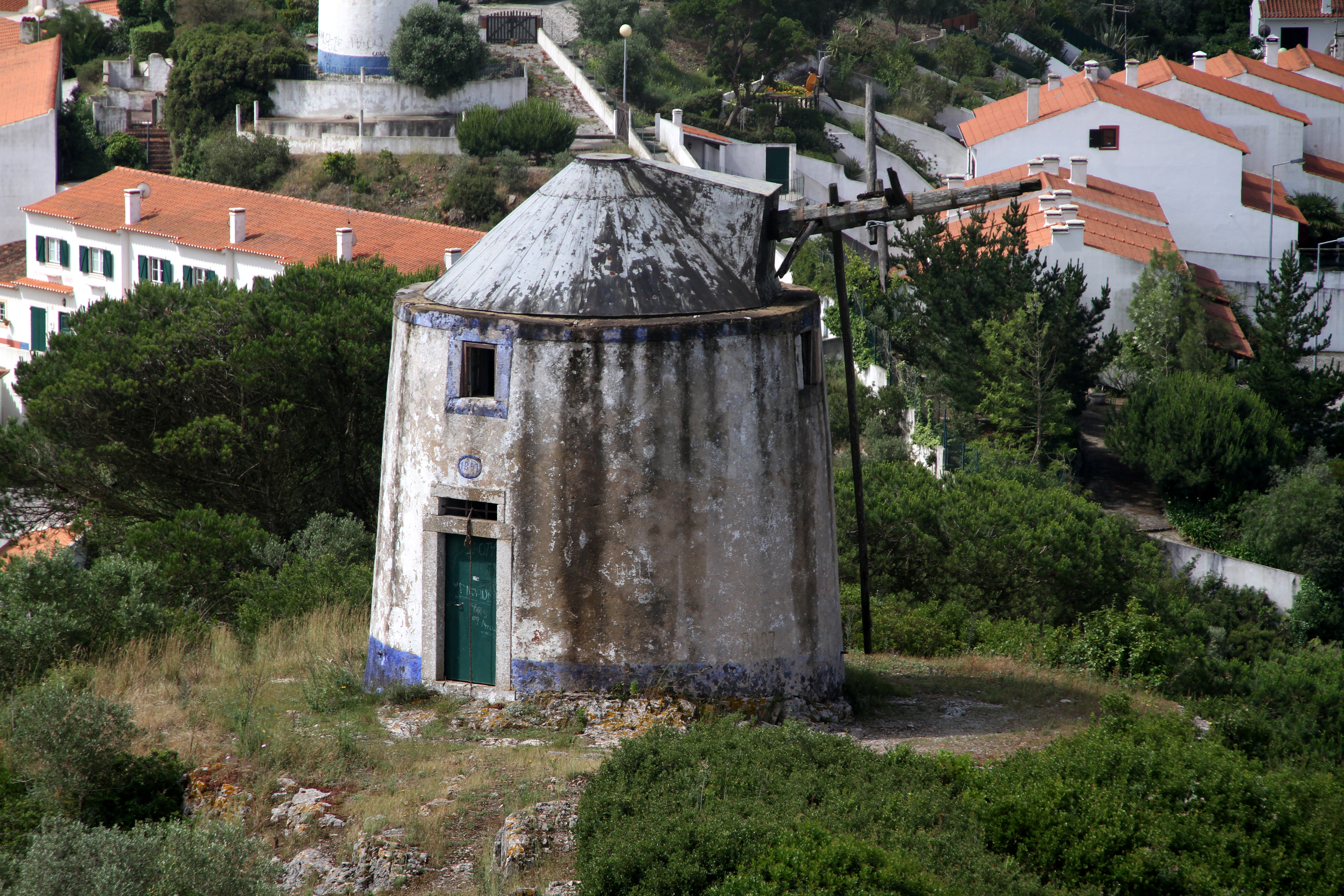